# العلاقات البليزية القرغيزستانية
العلاقات البليزية القيرغيزستانية هي العلاقات الثنائية التي تجمع بين بليز وقيرغيزستان.

## مقارنة بين البلدين
هذه مقارنة عامة ومرجعية للدولتين:
| وجه المقارنة                                              | بليز         | قيرغيزستان                      |
| --------------------------------------------------------- | ------------ | ------------------------------- |
| المساحة (كم2)                                             | 22.97 ألف    | 199.95 ألف                      |
| عدد السكان (نسمة)                                         | 374.68 ألف   | 6.20 مليون                      |
| الكثافة السكانية (ن./كم²)                                 | 16.31        | 31.01                           |
| العاصمة                                                   | بلموبان      | بيشكك                           |
| اللغة الرسمية                                             | لغة إنجليزية | اللغة الروسية، اللغة القيرغيزية |
| العملة                                                    | دولار بليزي  | سوم قيرغيزستاني                 |
| الناتج المحلي الإجمالي (بليون دولار)                      | 1.84 مليار   | 7.56 مليار                      |
| الناتج المحلي الإجمالي (تعادل القوة الشرائية) بليون دولار | 3.05 مليار   | 20.45 مليار                     |
| الناتج المحلي الإجمالي الاسمي للفرد دولار أمريكي          | 4.88 ألف     | 1.10 ألف                        |
| الناتج المحلي الإجمالي للفرد دولار أمريكي                 | 8.42 ألف     |                                 |
| مؤشر التنمية البشرية                                      | 0.715        | 0.655                           |
| رمز المكالمات الدولي                                      | +501         | +996                            |
| رمز الإنترنت                                              | .bz          | .kg                             |
| المنطقة الزمنية                                           | 00           | ت ع م+06:00                     |

## منظمات دولية مشتركة
يشترك البلدان في عضوية مجموعة من المنظمات الدولية، منها:
| علم المنظمة | اسم المنظمة                        | تاريخ انضمام بليز | تاريخ انضمام قيرغيزستان |
| ----------- | ---------------------------------- | ----------------- | ----------------------- |
|             | مؤسسة التنمية الدولية              | 19 مارس 1982      | 24 سبتمبر 1992          |
|             | يونسكو                             | 10 مايو 1982      | 2 يونيو 1992            |
|             | وكالة ضمان الاستثمار متعدد الأطراف | 29 يونيو 1992     | 21 سبتمبر 1993          |
|             | الأمم المتحدة                      | 25 سبتمبر 1981    | 2 مارس 1992             |
|             | الاتحاد البريدي العالمي            | ?                 | ?                       |
|             | البنك الدولي للإنشاء والتعمير      | 19 مارس 1982      | 18 سبتمبر 1992          |
|             | الاتحاد الدولي للاتصالات           | 16 ديسمبر 1981    | 20 يناير 1994           |
|             | منظمة حظر الأسلحة الكيميائية       | ?                 | ?                       |
|             | مؤسسة التمويل الدولية              | 19 مارس 1982      | 11 فبراير 1993          |
|             | منظمة التجارة العالمية             | ?                 | ?                       |
|             | منظمة الشرطة الجنائية الدولية      | ?                 | ?                       |

## وصلات خارجية
- موقع وزارة الخارجية البليزية
- موقع وزارة الخارجية القيرغيزستانية